# Thủy điện Ngòi Xan
Các Thủy điện Ngòi Xan được xây dựng trên lưu vực Ngòi Xan tại vùng đất các xã Ngũ Chỉ Sơn thị xã Sa Pa và Phìn Ngan huyện Bát Xát tỉnh Lào Cai, Việt Nam 
Cụm Thủy điện Ngòi Xan được bắt đầu và khởi công năm 2005. Đến tháng 12/2013 đã hoàn thành 5 bậc với tổng công suất lắp máy 49,5 MW.

## Các bậc Thủy điện
1. Thủy điện Ngòi Xan 1 công suất lắp máy 10,5 MW, hoàn thành tháng 7/2007.22°28′30″B 103°51′45″Đ / 22,475018°B 103,862589°Đ
2. Thủy điện Ngòi Xan 2 công suất lắp máy 8 MW, hoàn thành tháng 6/2008 [5].
3. Thủy điện Vạn Hồ công suất lắp máy 4,5 MW, xây dựng tại bản Vạn Hồ, hoàn thành tháng 10/2010.
4. Thủy điện Sùng Vui công suất lắp máy 18 MW, xây dựng tại bản Sùng Vui, hoàn thành tháng 1/2013.22°27′31″B 103°51′25″Đ / 22,458637°B 103,856863°Đ
5. Thủy điện Trung Hồ công suất lắp máy 8,4 MW, xây dựng tại bản Trung Hồ, hoàn thành tháng 5/2013.

## Ngòi Xan
Ngòi Xan là phụ lưu nhỏ của sông Hồng, chảy ở huyện Bát Xát tỉnh Lào Cai .
Ngòi bắt đầu từ hợp lưu các suối ở xã Ngũ Chỉ Sơn, chảy hướng đông bắc. Đoạn đầu còn có tên suối Phìn Hồ.
Đến xã Quang Kim suối còn có tên suối Quang Kim, và đổ vào sông Hồng 22°31′37″B 103°55′56″Đ / 22,526907°B 103,932263°Đ.